# Michel Ory
Michel Ory (Develier, 18 aprile 1966) è un astronomo amatoriale svizzero di professione docente di fisica.
Il Minor Planet Center gli accredita le scoperte di duecentocinquantadue asteroidi, effettuate tra il 2001 e il 2016. Ha inoltre scoperto la cometa periodica 304P/Ory e due supernove, 2003lb e 2006ev .
Per la scoperta della cometa gli è stato assegnato nel 2009 l'Edgar Wilson Award. Gli è stato dedicato l'asteroide 67979 Michelory.

## Asteroidi scoperti
| 57658 Nilrem            | 17 ottobre 2001   |
| 68718 Safi              | 17 febbraio 2002  |
| 84902 Porrentruy        | 17 ottobre 2003   |
| 88906 Moutier           | 11 ottobre 2001   |
| 95771 Lachat            | 9 marzo 2003      |
| 99824 Polnareff         | 29 giugno 2002    |
| 113415 Rauracia         | 30 settembre 2002 |
| 115950 Kocherpeter      | 18 novembre 2003  |
| 117736 Sherrod          | 4 aprile 2005     |
| 125076 Michelmayor      | 19 ottobre 2001   |
| 126160 Fabienkuntz      | 4 gennaio 2002    |
| 126748 Mariegerbet      | 16 febbraio 2002  |
| 129078 Animoo           | 8 novembre 2004   |
| 129137 Hippolochos      | 13 gennaio 2005   |
| 143622 Robertbloch      | 22 aprile 2003    |
| 145456 Sab              | 24 settembre 2005 |
| 145559 Didiermüller     | 18 luglio 2006    |
| 157456 Pivatte          | 17 novembre 2004  |
| 162937 Prêtre           | 12 agosto 2001    |
| 167855 Natalinistéphane | 6 giugno 2000     |
| 170162 Nicolashayek     | 23 marzo 2003     |
| 170906 Coluche          | 9 dicembre 2004   |
| 170927 Dgebessire       | 5 gennaio 2005    |
| 173086 Nireus           | 8 settembre 2007  |
| 175208 Vorbourg         | 1º aprile 2005    |
| 175282 Benhida          | 1º giugno 2005    |
| 176532 Boskri           | 5 gennaio 2002    |
| 177415 Queloz           | 9 febbraio 2004   |
| 177866 Barrau           | 28 agosto 2005    |
| 179764 Myriamsarah      | 16 settembre 2002 |
| 180643 Cardoen          | 14 aprile 2004    |
| 183114 Vicques          | 13 settembre 2002 |
| 184508 Courroux         | 10 agosto 2005    |
| 187123 Schorderet       | 30 agosto 2005    |
| 188446 Louischevrolet   | 17 aprile 2004    |
| 188506 Roulet           | 5 settembre 2004  |
| 197864 Florentpagny     | 5 settembre 2004  |
| 197870 Erkman           | 6 settembre 2004  |
| 199838 Hafili           | 11 marzo 2007     |
| 204702 Péquignat        | 19 marzo 2006     |
| 207109 Stürmenchopf     | 11 gennaio 2005   |
| 210997 Guenat           | 14 dicembre 2001  |
| 211613 Christophelovis  | 25 ottobre 2003   |
| 212374 Vellerat         | 21 aprile 2006    |
| 213770 Fignon           | 23 febbraio 2003  |
| 214081 Balavoine        | 17 aprile 2004    |
| 214136 Alinghi          | 13 gennaio 2005   |
| 214378 Kleinmann        | 10 giugno 2005    |
| 214432 Belprahon        | 29 agosto 2005    |
| 218268 Pierremariepelé  | 20 febbraio 2003  |
| 223566 Petignat         | 22 marzo 2004     |
| 224027 Grégoire         | 10 giugno 2005    |
| 224206 Pietchisson      | 21 settembre 2005 |
| 227065 Romandia         | 1º aprile 2005    |
| 227147 Coggiajérôme     | 10 agosto 2005    |
| 227928 Ludoferrière     | 6 aprile 2007     |
| 230155 Francksallet     | 26 agosto 2001    |
| 230975 Rogerfederer     | 10 gennaio 2005   |
| 233488 Cosandey         | 16 dicembre 2006  |
| 235027 Pommard          | 23 marzo 2003     |
| 238593 Paysdegex        | 4 gennaio 2005    |
| 238817 Titeuf           | 10 agosto 2005    |
| 240871 MOSS             | 19 febbraio 2006  |
| 241364 Reneangelil      | 7 gennaio 2008    |
| 242492 Fantomas         | 10 novembre 2004  |
| 242516 Lindseystirling  | 4 gennaio 2005    |
| 242529 Hilaomar         | 13 gennaio 2005   |
| 246803 Martinezpatrick  | 17 marzo 2009     |
| 248183 Peisandros       | 13 gennaio 2005   |
| 249302 Ajoie            | 26 ottobre 2008   |
| 259905 Vougeot          | 14 marzo 2004     |
| 260906 Robichon         | 1º settembre 2005 |
| 262705 Vosne-Romanée    | 14 dicembre 2006  |
| 272209 Corsica          | 28 agosto 2005    |
| 275962 Chalverat        | 21 novembre 2001  |
| 276781 Montchaibeux     | 11 maggio 2004    |
| 280640 Ruetsch          | 4 gennaio 2005    |
| 280642 Doubs            | 13 gennaio 2005   |
| 282669 Erguël           | 6 novembre 2005   |
| 284945 Saint-Imier      | 14 marzo 2010     |
| 289586 Shackleton       | 30 marzo 2005     |
| 289587 Chantdugros      | 30 marzo 2005     |
| 289600 Tastevin         | 1 aprile 2005     |
| 290001 Uebersax         | 10 agosto 2005    |
| 291847 Ladoix           | 19 luglio 2006    |
| 296820 Paju             | 18 novembre 2009  |
| 297026 Corton           | 7 aprile 2010     |
| 299020 Chennaoui        | 5 gennaio 2005    |
| 301128 Frédéricpont     | 28 novembre 2008  |
| 301413 Rogerfux         | 27 febbraio 2009  |
| 301552 Alimenti         | 14 aprile 2009    |
| 305254 Moron            | 19 dicembre 2007  |
| 305776 Susinnogabriele  | 27 febbraio 2009  |
| 309917 Sefyani          | 20 marzo 2009     |
| 313921 Daassou          | 5 settembre 2004  |
| 314040 Tavannes         | 4 gennaio 2005    |
| 316039 Breizh           | 14 aprile 2009    |
| 316080 Boni             | 16 maggio 2009    |
| 318412 Tramelan         | 11 gennaio 2005   |
| 318676 Bellelay         | 10 agosto 2005    |
| 320065 Erbaghjolu       | 11 marzo 2007     |
| 327082 Tournesol        | 10 novembre 2004  |
| 327632 Ferrarini        | 24 luglio 2006    |
| 329935 Prévôt           | 30 luglio 2005    |
| 331992 Chasseral        | 3 aprile 2005     |
| 336108 Luberon          | 2 maggio 2008     |
| 336203 Sandrobuss       | 22 settembre 2008 |
| 337380 Lenormand        | 17 agosto 2001    |
| 339486 Raimeux          | 3 aprile 2005     |
| 349606 Fleurance        | 26 ottobre 2008   |
| 352860 Monflier         | 30 novembre 2008  |
| 362238 Shisseh          | 19 maggio 2009    |
| 363582 Folpotat         | 9 febbraio 2004   |
| 368588 Lazrek           | 8 settembre 2004  |
| 372305 Bourdeille       | 20 novembre 2008  |
| 375067 Hewins           | 6 settembre 2007  |
| 378669 Rivas            | 29 aprile 2008    |
| 394445 Unst             | 11 settembre 2007 |
| 399745 Ouchaou          | 3 aprile 2005     |
| 406737 Davet            | 25 aprile 2008    |
| 414283 Lécureuil        | 30 giugno 2008    |
| 418419 Lacanto          | 28 giugno 2008    |
| 419521 Meursault        | 7 maggio 2010     |
| 423205 Echezeaux        | 5 settembre 2004  |
| 450390 Pitchcomment     | 8 agosto 2005     |
| 469748 Volnay           | 9 agosto 2005     |
| 470600 Calogero         | 6 agosto 2008     |
| 481984 Cernunnos        | 20 maggio 2009    |
| 542888 Confino          | 10 giugno 2013    |
| 543081 Albertducrocq    | 15 agosto 2013    |
| 543315 Asmakhammari     | 10 dicembre 2013  |
| 552784 Jeanbrahier      | 6 ottobre 2010    |
| 591592 Carlanderson     | 3 dicembre 2013   |
| 600639 Gevreychambertin | 21 febbraio 2012  |
| 600665 Nuitsaintgeorges | 21 febbraio 2012  |
| 601227 Ammann           | 18 dicembre 2012  |
| 612916 Stirlingcolgate  | 7 gennaio 2005    |
| 667294 Missen           | 28 marzo 2011     |
| 678198 Jeanmariferenbac | 9 ottobre 2013    |
| 678300 Herbertcouriol   | 29 agosto 2017    |
| 678471 Piermichelbergé  | 19 settembre 2017 |
| 715542 Tafforin         | 15 ottobre 2015   |